# حسن دنيا
حسن دنيا واحد من أشهر الملحنين في تسعينيات القرن الماضي من مواليد عام 1961 لحن العديد من الأغنيات لكبار نجوم الغناء في الوطن العربي امثال عمرو دياب؛ محمد فؤاد؛ محمد منير؛ هشام عباس؛ ديانا حداد؛ نادر أبو الليف؛ حسن الأسمر ؛ إيهاب توفيق؛ عفاف راضى؛ علاء عبد الخالق؛ مدحت صالح؛ علي الحجار؛ لطيفة؛ وائل كافوري  وغيرهم ولحن أغنيات العديد من الأعمال الدرامية في السينما والمسرح والتلفزيون فغنى من ألحانه ممثلون أحمد حلمي؛ محمد سعد؛ محمد هنيدي؛ مروة عبد المنعم في أعمال درامية منها أفلام كتكوت؛ برد الشتا؛ حارة مزنوقة؛ وش إجرام؛ عودة الندلة؛ بلطية العايمة ومسرحية سنو وايت ومسلسلات الفاضي يعمل إيه؛ كريمة كريمة؛ تحية طيبة وسعد.. وتعامل مع كبار الشعراء عبد الوهاب محمد؛ أيمن بهجت قمر؛ خالد الشيباني؛ مصطفى كامل؛ حسن عطية وكبار الموزعين الموسيقيين مثل حميد الشاعري؛ طارق مدكور وغيرهم الكثير 

## مشواره الفني
بدأ حسن دنيا حياته بعد التحاقه بكلية التربية الموسيقية وكان ينوي احتراف الغناء حتى التقى بالموزع الموسيقي حميد الشاعري الذي اكتشف فيه موهبة التلحين وبدأ مشواره كملحن وله العديد من الأغنيات الشهيرة مثل «أودعك» لمحمد فؤاد؛ «متفكرنيش» لعمرو دياب؛ «ربك لما يريد» لمحمد منير «من حارة مزنوقة» لنادر أبو الليف «اتخدعنا» لحسن الأسمر ومئات الأغنيات الأخرى 
- عضو جمعية المؤلفين والملحنين العالمية بباريس (الساسم)
- عضو جمعية المؤلفين والملحنين والناشرين المصرية (الساسيرو)
- عضو نقابة الموسقيين

## أعمال درامية شارك بتلحين أغنيات بها
- فوبيا (فيلم) الشاعر خالد الشيباني - المطربون ريكو - حسام الشرقاوي - أبطال الفيلم (جنى - رامي غيط - أحمد راتب - عمرو رمزي - ميريهان حسين - نهال عنبر - راندا البحيري - حسن عبد الفتاح)
- حارة مزنوقة (فيلم) الشاعر خالد الشيباني - المطرب نادر أبو الليف
- برد الشتا (فيلم) الشاعر خالد الشيباني - المطرب بهاء الحسن
- كلبش (مسلسل) الشاعر خالد الشيباني - المطرب خالد مصطفى (أغنية دعاية)
- سنو وايت (مسرحية) الشاعر خالد الشيباني - غناء أبطال المسرحية (مروة عبد المنعم - عايدة فهمي) حازت على جائزة أفضل عرض مسرحي بالمهرجان القومي للمسرح عام 2018 وحاز الشاعر خالد الشيباني على جائزة التميز في الشعر ورشحت الموسيقى والألحان لجائزة التميز [3]
- تحية طيبة وسعد (مسلسل إذاعي) الشاعر خالد الشيباني - المطربة أماني نبيل
- وش إجرام (فيلم) الشاعر أيمن بهجت قمر - غناء أبطال الفيلم (محمد هنيدي ولبلبة)
- كتكوت (فيلم) الشاعر أيمن بهجت قمر - غناء محمد سعد
- مسلسليكو (فوازير) الشاعر أيمن بهجت قمر - غناء (محمد هنيدي)
- كريمة كريمة (مسلسل) الشاعر أيمن بهجت قمر - غناء (مي كساب)